# História genética do Oriente Médio e Norte da África
A história genética do Oriente Médio e Norte da África é objeto de estudo nas áreas de Genética Populacional e Arqueogenética do Oriente Médio e Norte da África. Os pesquisadores usam haplogrupos de cromossomo Y, haplogrupos de DNA mitocondrial e DNA autossômico para identificar a história genética de populações antigas e modernas do Norte da África, Irã, Mesopotâmia, Anatólia, Arábia, Levante e outras áreas.

Distribuição de haplogrupos de cromossomo Y e DNA mitocondrial em populações do Oriente Médio, Norte da África e regiões próximas
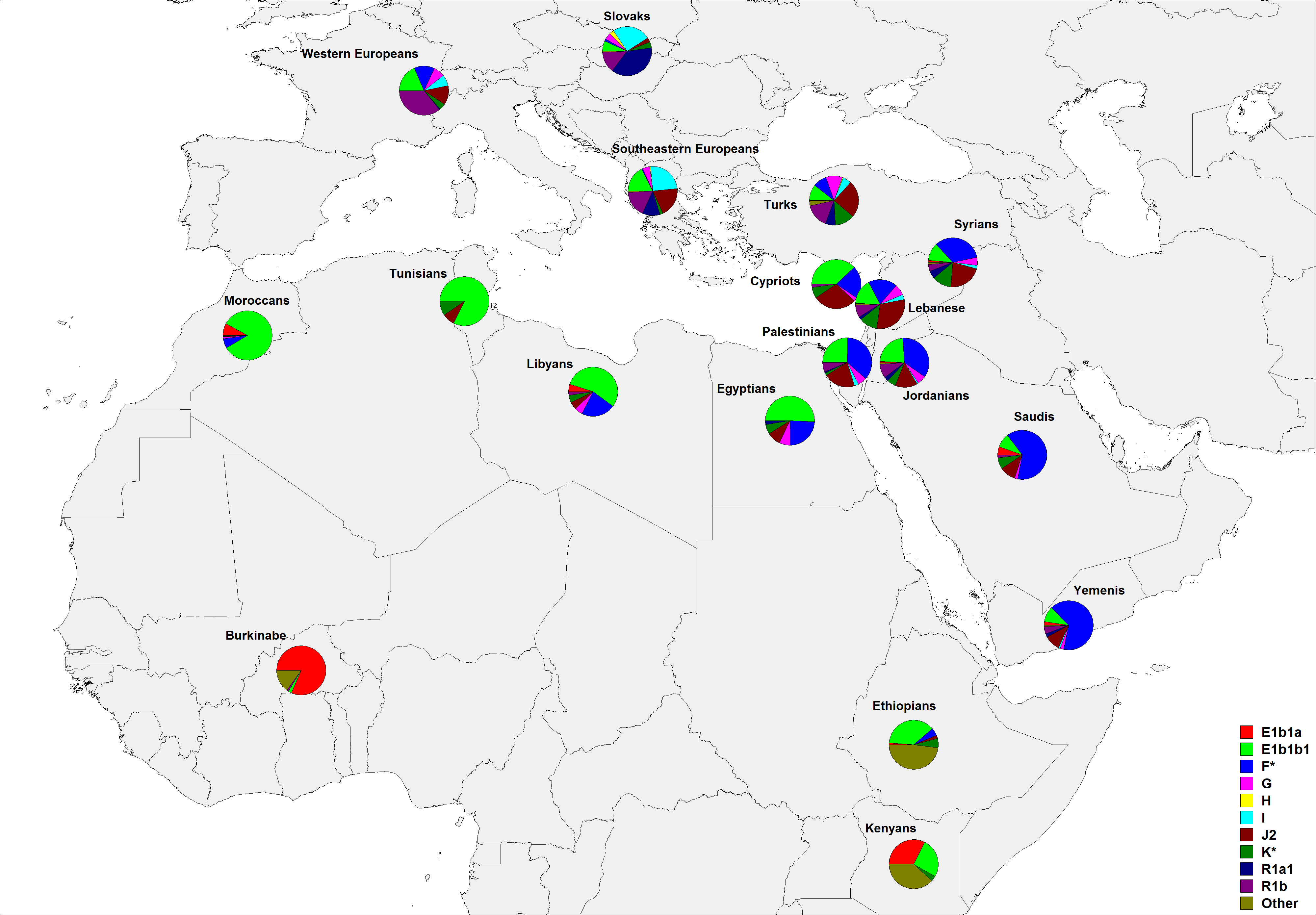
Cromossomo Y (Obs: O haplogrupo representado por F* é o J1)
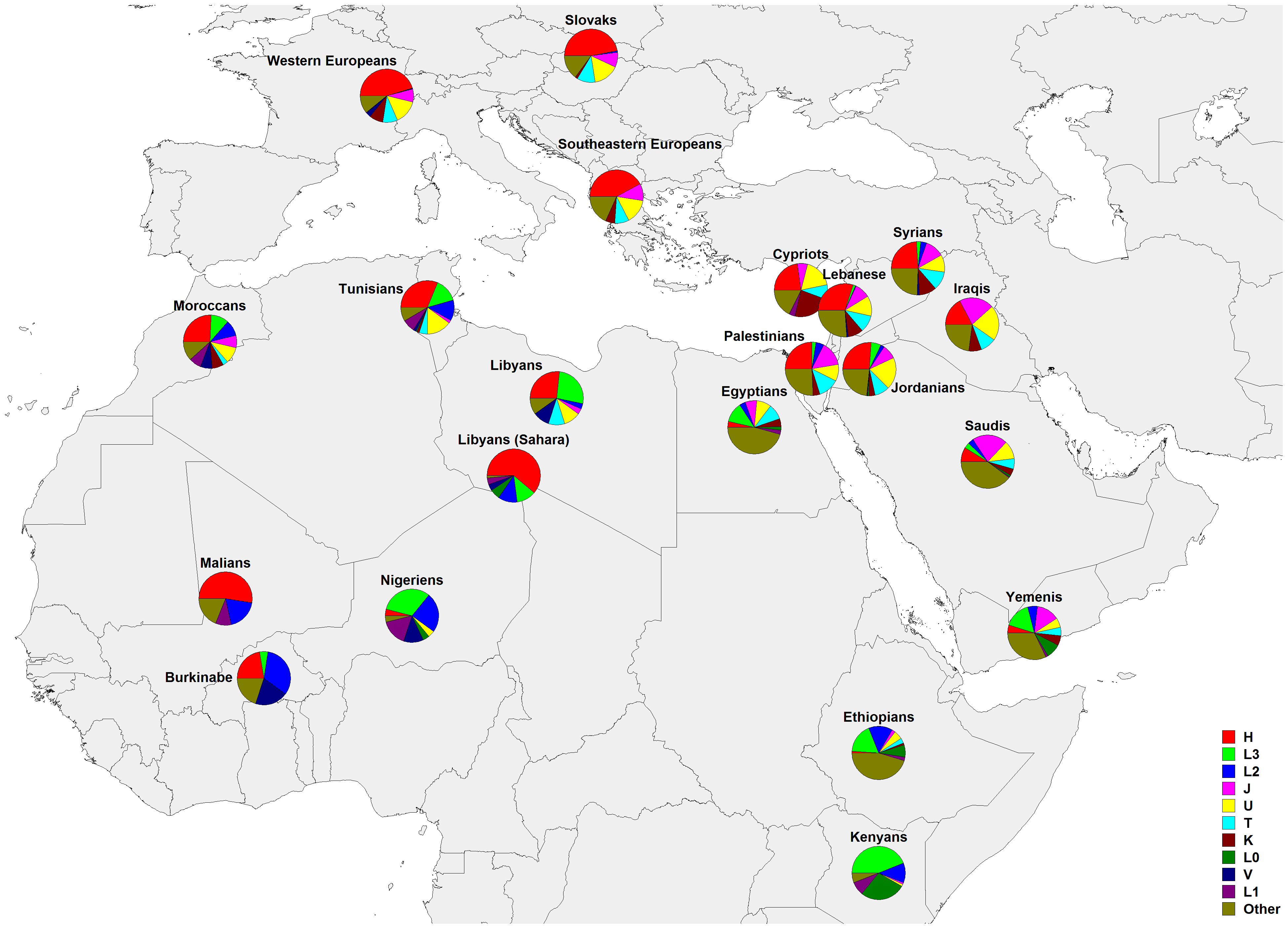
DNA mitocondrial

## Norte da África
Os povos que habitavam o Norte da África entre 20 e 15 mil anos atrás tinham aproximadamente dois terços de sua ancestralidade derivada de povos do Levante e cerca de um terço oriunda de populações da África Subsariana.
Por volta de 15 mil anos atrás e, posteriormente, há cerca de 8 mil anos, dois grupos populacionais vindos do Oriente Próximo migraram e se fixaram no Norte da África. Essas migrações acabaram por diluir a genética oriunda dos norte-africanos de antes de 15 mil anos atrás.
Por volta de seis mil anos atrás, agricultores da Península Ibérica se fixaram no Magrebe e se mesclaram às populações locais.
Os aborígenes canários descendem de populações berberes que se fixaram nas Canárias por volta do século V a.C. Os primeiros habitantes dessas ilhas hoje são um povo extinto, mas deixaram legado genético nos canarinos.
A conquista árabe, no século VII, deixou algum legado genético da Península Arábica nas populações norte-africanas, além de arabizar grande parte dos seus indivíduos. O tráfico árabe de escravos da África Subsaariana, a partir do século IX, deixou algum pouco legado genético nos norte-africanos.
A ancestralidade africana subsaariana no pool genético dos egípcios modernos é de 14 a 21%, enquanto que, nos magrebinos (marroquinos, argelinos, tunisianos e líbios), essa ancestralidade é de 10 a 15%, sendo o restante da ancestralidade desses povos norte-africanos oriunda da Eurásia Ocidental (Europa e Oriente Médio).

## Irã
Estudos genômicos populacionais em indivíduos do Irã, pertencentes a etnias como persas, azeris iranianos e árabes iranianos, descobriram que o pool genético da população iraniana já estava formado há cerca de cinco mil anos e mostra alta continuidade desde então, sugerindo que não foi afetado por eventos de migração de grupos externos.

### Ligações com a Anatólia calcolítica
Um estudo de 2017 analisou o genoma de uma amostra iraniana da Idade do Ferro retirada de Teppe Hasanlu datada de 971 a 832 a.C. e revelou que tinha afinidades próximas com um indivíduo da Idade do Cobre de Kumtepe, no noroeste da Anatólia, ainda mais próximo do que os iranianos neolíticos. Isso implica que ocorreu mistura entre as populações antigas do Irã e da Anatólia.

### Guiláquis e Mazandaranis
Os mazandaranis e os guiláquis ocupam a costa sudoeste iraniana do Mar Cáspio, próximo à fronteira com o Azerbaijão, e falam línguas pertencentes ramo noroeste das línguas iranianas. Foi sugerido que seus ancestrais vieram da região do Cáucaso, talvez deslocando um grupo anterior. A evidência linguística apóia este cenário, em que as línguas guiláqui e mazandarani (mas não outras línguas iranianas) compartilham certas características tipológicas com as línguas caucasianas.
Foram analisados padrões de DNA mitocondrial e variação do cromossomo Y em mazandaranis e os guiláquis e foi constatado que, com base nas sequências do haplogrupo do DNA mitocondrial HV1, ambas as etnias se assemelham a outros povos iranianos, mas os tipos de cromossomos Y desses dois grupos étnicos se assemelham mais aos encontrados em grupos do sul do Cáucaso. Os pesquisadores interpretaram essas diferenças como demonstrando que povos do Cáucaso se estabeleceram na área do sul do Cáspio e se miscigenaram com povos de grupos iranianos locais, possivelmente por causa da patrilocalidade. Os guiláquis e mazandaranis estão intimamente relacionados no lado masculino com populações do sul do Cáucaso, como georgianos, armênios e azeris.

### Azeris iranianos
Um estudo comparativo de 2013 sobre a diversidade completa do DNA mitocondrial em iranianos indicou que os azeris iranianos estão mais relacionados aos georgianos do que a outros povos iranianos, enquanto, por outro lado, os persas, armênios e qashqais eram mais relacionados entre si. Além disso, mostrou que, em geral, a análise completa da sequência do DNA mitocondrial revelou um nível extremamente alto de diversidade genética nas populações iranianas estudadas, comparável a outros grupos do sul do Cáucaso, Anatólia e Europa. A mesma pesquisa observou ainda que "os resultados das análises AMOVA [análise de variância molecular] e MDS [escala multidimensional] não associaram nenhum grupo regional e/ou linguístico de populações na região da Anatólia, Cáucaso e Irã, apontando para uma forte afinidade genética entre persas [...] e [...] qashqais, sugerindo, assim, sua origem a partir de um pool genético ancestral materno. A influência pronunciada das populações do sul do Cáucaso na diversidade materna dos azeris iranianos também é evidente nos resultados da análise MDS." O estudo também afirma que "vale ressaltar a posição dos azeris do Cáucaso, que, apesar de sua suposta origem comum com os azeris iranianos, agrupam-se de forma bastante separada e ocupam uma posição intermediária entre o agrupamento azeris/georgianos e turcos/iranianos". Os resultados do DNA mitocondrial das amostras em geral, em média, assemelham-se muito aos encontrados nas regiões vizinhas do Cáucaso, Anatólia e, em menor grau, da Mesopotâmia.
Entre as linhagens de DNA mitocondrial mais comuns no país, U3b3 parece estar restrita às populações do Irã e do Cáucaso, enquanto o sub-cluster U3b1a é comum em toda a região do Oriente Próximo.

## Iraque
Estudos recentes indicam que os diferentes grupos étnico-religiosos do Iraque (antiga Mesopotâmia) compartilham semelhanças genéticas significativas, provavelmente devido a séculos de assimilação entre as populações invasoras e os grupos étnicos autóctones.
Os árabes iraquianos são geneticamente muito próximos às populações do Levante, enquanto os curdos iraquianos se agrupam junto aos povos iranianos.

### Ligações com o Sul da Ásia
Um estudo de 2013, baseado na análise do DNA extraído dos restos dentários de quatro indivíduos de diferentes épocas (200–300 d.C., 2.650–2.450 a.C. e 2.200–1.900 a.C.) desenterrados em Tell Ashara (antiga Terqa, na Síria moderna) e Tell Masaikh (antigo Kar-Assurnasirpal) sugeriu uma "possível" ligação genética entre alguns indivíduos da Mesopotâmia da Idade do Bronze e do norte da Índia. Essas ligações foram encontradas apenas em um punhado de pessoas e provavelmente se devem ao comércio entre o Oriente Médio e o Sul da Ásia. Um estudo de 2014, expandindo o do ano anterior e com base na análise de 15.751 amostras de DNA, chegou à conclusão de que "haplogrupos M65a, M49 e/ou M61 portado por antigos mesopotâmios podem ter sido de mercadores da Índia".

### Assírios
No livro The History and Geography of Human Genes (1995), os autores escreveram que "os assírios são um grupo bastante homogêneo de pessoas que acredita-se terem se originado na região da antiga Assíria, no norte do Iraque [...], eles são cristãos e são genuínos descendentes de seus antigos homônimos." Em um estudo de 2006 do cromossomo Y de seis populações da região, incluindo, para comparação, assírios e sírios, os pesquisadores descobriram que "as duas populações semitas [assírios e sírios] são muito distintas uma da outra de acordo com os dois eixos [comparativos] . Essa diferença, apoiada também por outros métodos de comparação, aponta a fraca afinidade genética entre as duas populações com destinos históricos diferentes."
Um estudo de 2008, sobre a genética de antigos grupos étnicos na Mesopotâmia, incluindo 340 indivíduos de sete comunidades étnicas, sendo estas os assírios, judeus iraquianos, zoroastrianos, armênios, árabes e turcomanos,  e as populações iraquiana e kuwaitiana, descobriu que os assírios eram homogêneos em relação a todos os outros grupos étnicos amostrados no estudo, independentemente da afiliação religiosa.

### Árabes dos pântanos
Um estudo de 2011, analisando a relação entre os árabes dos pântanos do Iraque e os antigos sumérios, concluiu que "os modernos árabes dos pântanos [...] abrigam DNAs mitocondriais e cromossomos Y que são predominantemente oriundos do Oriente Médio. Portanto, certas características culturais da área, como a criação de búfalos e o cultivo de arroz, que provavelmente foram introduzidas do Subcontinente Indiano, afetaram apenas marginalmente o pool genético dos povos autóctones da região. Além disso, uma origem ancestral da população moderna dos pântanos do sul do Iraque [...] implica que, se os árabes dos pântanos são descendentes dos antigos sumérios, também os sumérios não eram de ascendência indiana ou do sul da Ásia." O mesmo estudo de 2011, ao se concentrar na genética dos árabes dos pântanos, identificou haplótipos do cromossomo Y compartilhados por esta etnia, árabes iraquianos, assírios e mandeanos, o que apoia uma história local em comum.

## Levante

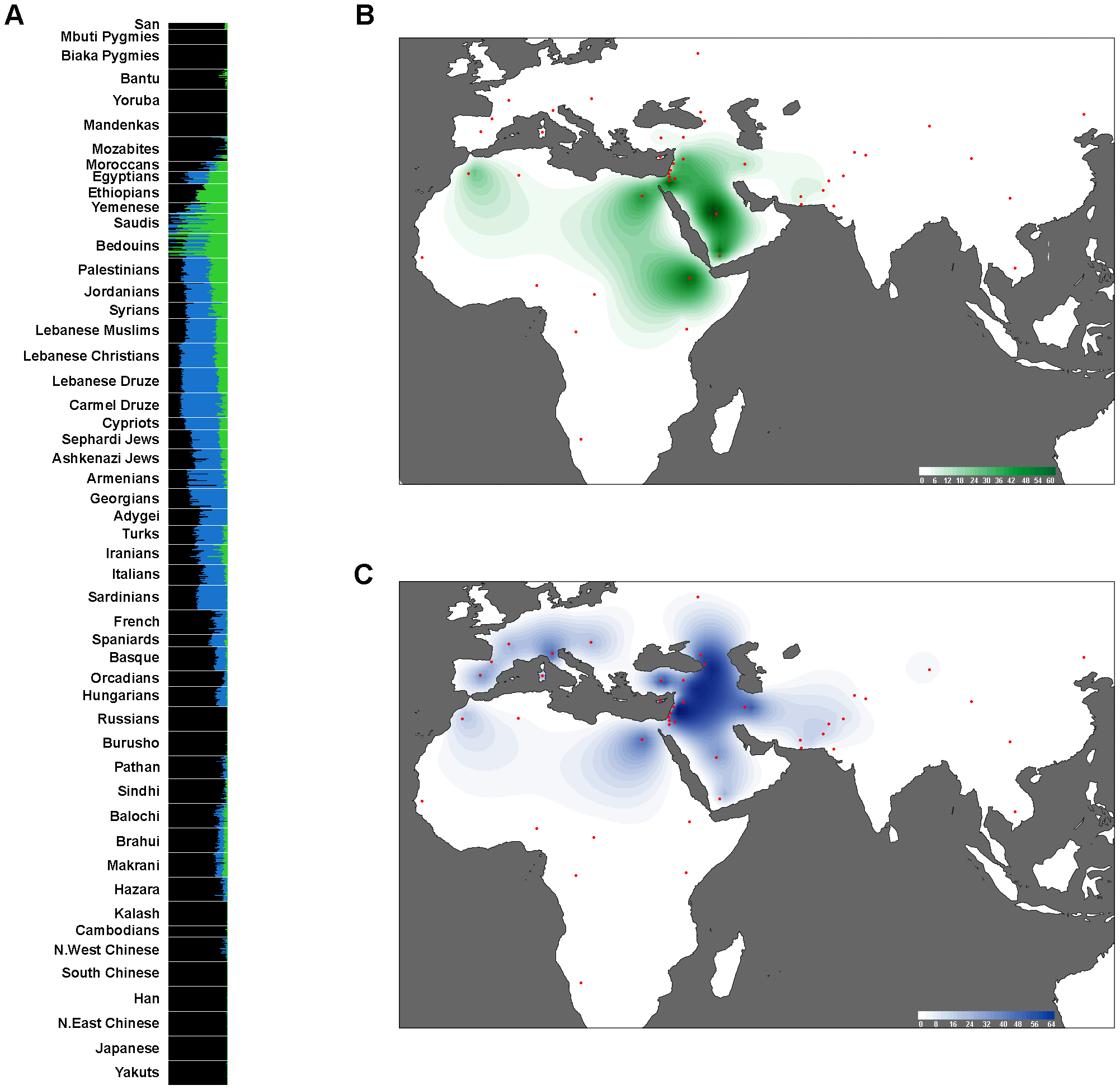
Verde representa componente ancestral do Oriente Médio da Arábia. O azul representa o componente ancestral levantino do Levante.

Durante os períodos Natufiano (13.000-10.000 a.C.) e Neolítico Pré-Cerâmico A (10.000-8.000 a.C.), o Levante era habitado por populações que eram geneticamente similares aos atuais árabes da Península Arábica, seguidos em semelhança pelos atuais egípcios e berberes. A ancestralidade levantina do início do Holoceno decaiu a uma taxa de 8% por milênio, entre mil e dez mil anos atrás, atualmente compondo em torno de 20% do pool genético das populações autóctones levantinas modernas, como sírios, libaneses e palestinos.
Ao longo do Neolítico e Idade do Cobre, populações oriundas da Anatólia, Cáucaso e Irã migraram para o Levante e mesclaram-se às populações locais. A genética desses migrantes compõe a maioria do pool genético das populações autóctones modernas do Levante.
Em torno de 10% da genética dos povos autóctones levantinos provém da mistura com as seguintes populações, ocorrida nos seguintes momentos: povos do sul da Europa e Anatólia (c. 1.000 a.C.), gregos (c. 300 a.C.) e povos do Cáucaso (domínio otomano) e, em menor escala, dos conquistadores romanos e árabes.
Os levantinos do início do Holoceno possuíam em torno de 7% de sua genética oriunda de populações da África Oriental, tendo esse fluxo genético ocorrido no Mesolítico; atualmente, entre 1 e 3% da genética dos povos autóctones levantinos modernos é africana subsaariana.
As línguas semitas se originaram no Levante por volta de 3.700 a.C. e se expandiram para a Península Arábica e Mesopotâmia e, mais tarde, para o Chifre da África. Junto com essa família linguística, houve a dispersão da genética levantina.

### Chipre
Um estudo de 2016, com 600 homens do Chipre, afirma que "a afinidade genética do Chipre é mais próxima das populações atuais do Levante". As análises dos dados dos haplogrupos cipriotas são consistentes com dois estágios de assentamento pré-histórico. Os haplogrupos de cromossomo Y E-V13 e E-M34 são difundidos, e a PCA [análise de componentes principais] sugere fornecê-los para os Bálcãs e Oriente Próximo, respectivamente. Haplogrupos contrastantes na PCA foram usados como substitutos das populações parentais. As análises de mistura sugeriram que a maioria dos componentes G2a-P15 e R1b-M269 foram fornecidos pelas fontes do Oriente Próximo, enquanto os Bálcãs forneceu a maioria dos haplogrupos E-V13 e J2a-M67. Os tempos de expansão baseados em haplótipos estavam em níveis históricos sugestivos de demografia recente.
Por outro lado, análises dos componentes principais mais recentes, baseadas em DNA autossômico, colocaram os cipriotas claramente separados dos grupos levantinos, seja no lado mais oriental do aglomerado do sul da Europa, ou em uma posição intermediária entre os europeus do sul e os levantinos do norte. Em um estudo do geneticista da Universidade de Harvard, Iosif Lazaridis, e colegas, investigando as origens genéticas dos minoicos e micênicos, os cipriotas foram considerados a segunda população menos diferenciada dos micênicos da Idade do Bronze com base no índice FST e também geneticamente diferenciados dos levantinos.
Um estudo de 2017 descobriu que a ascendência patrilinear dos cipriotas turcos e dos cipriotas gregos deriva principalmente de um único pool genético local anterior ao domínio otomano. A frequência de haplótipos totais compartilhados entre cipriotas turcos e gregos é de 7 a 8%, com análises mostrando que nenhum deles é encontrado na Turquia, não apoiando, assim, uma origem turca para os haplótipos compartilhados. Não foram observados haplótipos compartilhados entre cipriotas gregos e populações turcas do continente, enquanto o total de haplótipos compartilhados entre cipriotas turcos e turcos do continente é de 3%. Os cipriotas turcos também compartilham haplótipos com os norte-africanos em menor grau e têm haplogrupos da Ásia Oriental e Sudeste Asiático (H, C, N, O, Q) – atribuídos à chegada dos turcos otomanos – com uma frequência de aproximadamente 5,5%. Ambos os grupos cipriotas mostram estreita afinidade genética com as patrilinhagens da Calábria e Líbano. O estudo afirma que a afinidade genética entre calabreses e cipriotas pode ser explicada como resultado de uma contribuição genética comum dos antigos gregos (aqueus), enquanto a afinidade com os libaneses pode ser explicada através de várias migrações que ocorreram do litoral do Levante para o Chipre no Neolítico (agricultores), Idade do Ferro (fenícios) e a Idade Média (maronitas e outros colonos levantinos). Os haplogrupos predominantes entre os cipriotas turcos e gregos são J2a-M410, E-M78 e G2-P287.

### Israel e Palestina
Segundo as evidências arqueológicas e históricas, os israelitas, etnia da qual todos os judeus parcialmente descendem, se dividiram dos canaanitas por causa da monolatria e posteriormente monoteísmo em torno do deus Javé.
Os estudos genéticos de DNA autossômico indicam que as etnias judaicas possuem um componente genético levantino, vindos dos israelitas, junto com graus variáveis de mistura das populações hóspedes correspondentes da Diáspora. Os judeus europeus - asquenazes, sefarditas e italkim - possuem entre 30 e 60% do seu pool genético oriundo da Europa, sendo o restante oriundo do Levante. Os judeus etíopes e indianos são muito parecidos geneticamente com as populações locais de seus países nativos.
Estudos genéticos apontam que as comunidades judaicas da Europa, Oriente Médio e Norte da África possuem suas linhagens paternas oriundas de uma população ancestral comum do Levante.
Entre 35 e 43% dos homens judeus pertencem ao haplogrupo J, o qual está particularmente presente no Oriente Médio, Norte da África, Chifre da África, Cáucaso, bem como no Sul da Europa. Entre 15 e 30% estão no haplogrupo E1b1b (ou E-M35). Os estudos de DNA mitocondrial de populações judaicas são mais recentes e conflitantes, com alguns apontando que as linhagens maternas dos judeus europeus são predominantemente oriundas da Europa.

## Turquia

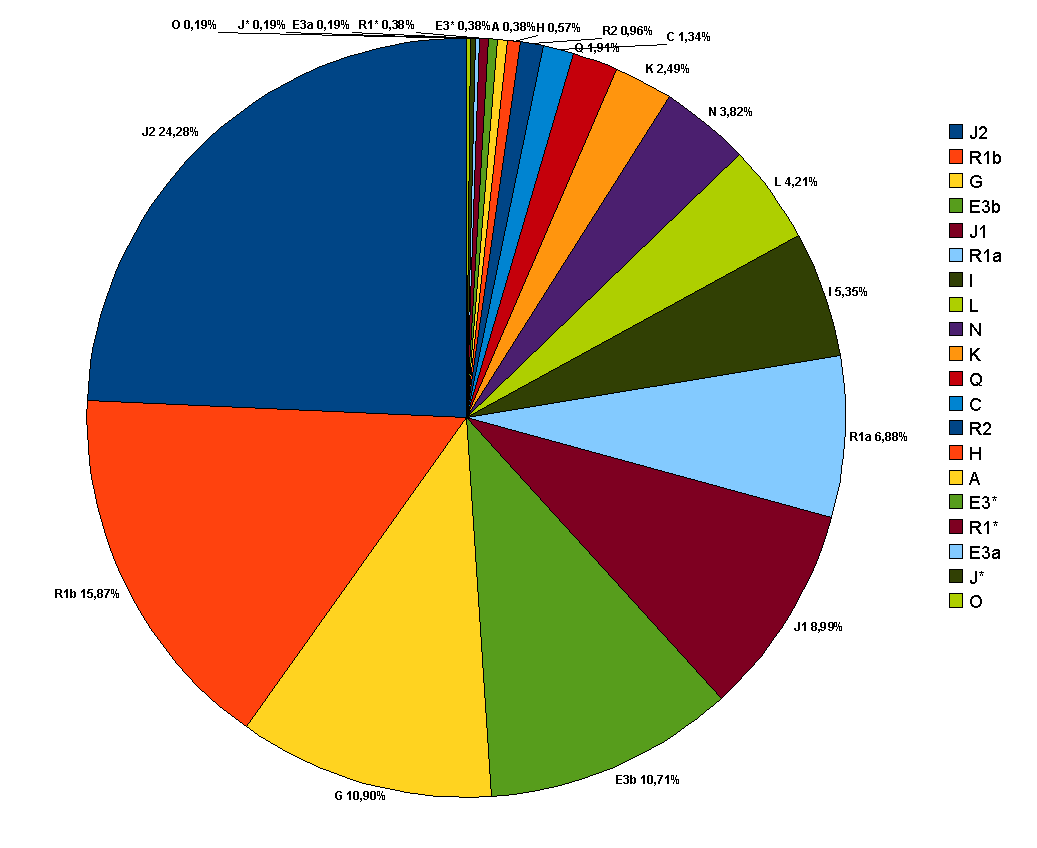
Distribuição dos haplogrupos de cromossomo Y na Turquia

A variação genômica turca, juntamente com várias outras populações do Oriente Médio, parece mais semelhante à variação genômica das populações do sul da Europa, como os nativos do Sul da Itália. Dados de DNA antigo – abrangendo entre o Paleolítico e a Idade do Bronze – mostram que os genomas do Sudoeste Asiático, incluindo os turcos, foram muito influenciados pelas primeiras populações agrícolas da área; movimentos populacionais posteriores, como os dos povos túrquicos, também contribuíram. O primeiro e um dos poucos estudos de sequenciamento do genoma completo na Turquia foi feito em 2014. Além disso, a variação genética de várias populações na Ásia Central "foi mal caracterizada"; as populações do Sudoeste Asiático também podem estar "estreitamente relacionadas com as populações do leste". Enquanto isso, a Ásia Central é o lar de etnias que são uma mescla entre populações da Ásia Oriental e populações relacionadas aos europeus e povos do Oriente Médio; dois estudos mostraram que os uigures têm entre 40 e 53% de ancestralidade classificada como do Leste Asiático, sendo o restante classificada como relacionada à Europa e Oriente Médio.
Uma estudo de 2011 já havia sugerido que as migrações dos turcos seljúcidas para a Anatólia foram irregulares e de pequena escala, causando mudanças na língua e cultura dos habitantes autóctones da Anatólia por meio da assimilação cultural, o que explica o perfil demográfico da Turquia de hoje.
Um estudo de 2021, que analisou genomas e exomas inteiros de 3.362 amostras turcas não relacionadas, encontrou uma "forte miscigenação entre populações dos Balcãs, Cáucaso, Oriente Médio e Europa", em conformidade com a história da Turquia. Além disso, um número significativo de variantes raras de genoma e exoma é exclusivo da população turca moderna. As populações vizinhas no leste e no oeste e os toscanos na Itália são os mais próximos da população turca em termos de similaridade genética. A contribuição da Ásia Central para genes maternos, paternos e autossômicos foi detectada, compondo em torno de 10% do pool genético turco, consistente com a migração histórica e a expansão dos oguzes seljúcidas.

### Fazendeiros da Anatólia e a expansão da agricultura pela Europa
A agricultura foi introduzida em toda a Europa entre nove e seis mil anos atrás por meio de fazendeiros oriundos da Anatólia, que se mesclaram às populações que já habitavam o continente europeu. Os agricultores anatólios também foram os responsáveis por levar a pele clara para grande parte da Europa.
Estudos genéticos apontam que os agricultores anatólios que levaram a agricultura para a Europa não descendiam dos que descobriram a agricultura no Crescente Fértil, mas sim de caçadores-coletores da própria Anatólia que copiaram o estilo de vida sedentário e produtor de alimentos dos seus vizinhos.

## Cáucaso
Os primeiros habitantes do Cáucaso foram os chamados caçadores-coletores do Cáucaso (abreviados CHG em inglês), que se divergiram dos povos da Anatólia há cerca de 25 mil anos.
Os povos do Cáucaso receberam um importante fluxo genético proveniente dos pastores proto-indo-europeus (yamnayas) que migraram para a região entre 3.000 e 1.200 a.C.
A chegada dos turcos seljúcidas e a imposição de sua cultura e língua aos habitantes do Azerbaijão afetou muito pouco o pool genético dos azeris.

## Península Arábica
Estudos genéticos apontam que os árabes da Península Arábica são a população moderna mais próxima dos levantinos do início do Holoceno. A ancestralidade desses árabes é majoritariamente autóctone, havendo também componentes iranianos e anatólicos, em menor quantidade do que nos levantinos. Além disso, os árabes da Península Arábica possuem mais ancestralidade da África Subsaariana e menos da Europa do que os levantinos contemporâneos.